# Башкаев, Алибек Аликович
Алибек Аликович Башкаев (род. 16 ноября 1989, Семикаракорск, Ростовская область) — российский дзюдоист, чемпион России, двукратный чемпион мира среди юниоров, победитель и призер Кубков и Суперкубков мира, серебряный призёр  летней Универсиады 2009 года в Белграде в командном зачёте, мастер спорта России международного класса.
Представлял Россию на летних Олимпийских играх 2008 года в Пекине. В 1/16 финала проиграл борцу из Марокко Сафуану Аттафу и выбыл из дальнейшей борьбы.
Принимал участие в эстафете Олимпийского огня зимних Олимпийских игр 2014 года в Карачаево-Черкессии. Живёт в Черкесске.

## Спортивные результаты
- Чемпионат России 2005 года среди кадетов — ;
- Чемпионат России 2006 года среди юниоров — ;
- Чемпионат мира 2006 года среди юниоров — ;
- Чемпионат России 2007 года среди юниоров — ;
- Чемпионат Европы 2007 года среди юниоров — ;
- Чемпионат России по дзюдо 2007 года — ;
- Кубок мира 2008 года в Тбилиси —  ;
- Суперкубок мира 2008 года в Москве[3] — ;
- Суперкубок мира 2008 года в Париже[4]  — ;
- Чемпионат мира 2008 года среди юниоров — ;
- Летняя Универсиада 2009[5] —  (командный зачёт).